# Фридрих фон Изенбург-Бюдинген-Меерхолц
Фридрих Казимир Волфганг Адолф Георг Фердинанд Юлиус Хайнрих фон Изенбург-Бюдинген-Меерхолц (на немски: Friedrich Kasimir Wolfgang Adolf Georg Ferdinand Julius Heinrich, Erbgraf von Isenburg-Büdingen-Meerholz; * 10 август 1847, Меерхолц в Гелнхаузен; † 9 март 1889, Меерхолц) е наследствен граф на Изенбург-Бюдинген в Меерхолц, политик. Той е съсловен господар и така член на „Първата камера на съсловията“ (парламента) на Велико херцогство Хесен (1872 – 1878).

## Биография
Той е най-големият син на граф Карл Фридрих фон Изенбург-Бюдинген-Меерхолц (1819 – 1900) и първата му съпруга графиня Йохана Констанца Агнес Хелена фон Кастел-Кастел (1822 – 1863). Баща му се жени втори път в Бюдинген на 21 ноември 1865 г. за принцеса Агнес фон Изенбург-Бюдинген-Бюдинген (1843 – 1912).
След гимназията в Гютерсло Фридрих следва право в университета в Бон. През 1868 г. става член на студентската организация Corps Borussia Bonn. Той е секретар (shriftfiurer) в „Първата камера на съсловията“ на Велико херцогство Хесен (1872 – 1878). Фридрих носи по-нататък досегашната си титла и към него трябва да се обръщат с „Euer Erlaucht“.
Той участва в санитарния полк (Sanitätskorps) през Френско-германската война (1870 – 1871).
Умира преди баща си на 29 март 1889 г. в Меерхолц на 41 години и е погребан в Меерхолц.

## Фамилия
Фридрих фон Изенбург-Бюдинген-Меерхолц се жени на 20 юли 1875 г. в Грайц за принцеса Мария Хенриета Августа Ройс-Грайц, старата линия (* 29 март 1855, Грайц; † 31 декември 1909, Гетенбах при Ханау), дъщеря на княз Хайнрих XX Ройс-Грайц (1794 – 1859) и ландграфиня принцеса Каролина фон Хесен-Хомбург (1819 – 1872). Бракът е бездетен.
По-малкият му също бездетен брат Густав Клеменс Фридрих Карл Лудвиг (1863 – 1929) е последният наследствен граф на линията Изенбург-Бюдинген-Меерхолц, политик (1901 – 1918), женен на 17 април 1896 г. за графиня Текла Доната Шарлота фон Шьонбург-Валденбург (1867 – 1939), дъщеря на принц Карл Ернст фон Шьонбург-Валденбург (1836 – 1915) и графиня София Шарлота Хелена фон Щолберг-Вернигероде (1840 – 1908).